# No te salves
No te salves es el segundo disco como solista del músico peruano Pelo Madueño, lanzado en septiembre de 2008.

## Lista de canciones
1. «Luna de miel»
2. «No hay estrellas en el mar»
3. «Es hora»
4. «Romántico y ninfómana»
5. «Amiga»
6. «Deportación»
7. «Volveré a caer»
8. «Lejos de las voces»
9. «Redención»
10. «Para vivir hay que morir»
11. «Lirio»
12. «Donde»